# Tjitske Siderius
Tjitske Siderius (Groenlo, 24 september 1981) is een Nederlands politica. Namens de Socialistische Partij (SP) was ze in 2013 en van 2014 tot 2017 lid van de Tweede Kamer der Staten-Generaal. Sinds 11 juli 2022 is ze wethouder namens de combinatie PvdA-GroenLinks.

## Biografie
Siderius doorliep het vwo in Groenlo en volgde de hbo-studies management, economie en recht (Utrecht) en personeel en arbeid (Zwolle). Tijdens haar studie werkte zij een jaar bij een re-integratiebureau. Daar zag ze misstanden naar aanleiding waarvan ze in 2003 besloot lid te worden van de SP.
Sinds 2006 was ze gemeenteraadslid in Zwolle en sinds 2007 fractievoorzitter. Als fractievoorzitter hield Siderius zich met name bezig met de portefeuilles sociaal beleid en zorg, specifiek de Zwolse sociale werkplaats WEZO. Naar aanleiding van vermeende misstanden bij dit bedrijf deed Siderius in 2011 een openbare sollicitatie als directeur van de organisatie. Siderius deed verder grootschalig onderzoek naar schimmelwoningen in de Zwolse wijk Dieze Oost.
Siderius wierf als achttiende kandidaat tijdens de Tweede Kamerverkiezingen in 2012 ruim 3000 stemmen. Op 9 augustus 2013 kwam ze tussentijds in de Tweede Kamer. Zij was tot 26 november 2013 de vervanger van Sadet Karabulut die met zwangerschapsverlof was gegaan. In verband met het zomerreces van de Kamer vond haar installatie plaats op 3 september 2013. Op 6 februari 2014 werd Siderius nogmaals voor vier maanden geïnstalleerd, nu als vervanger van de met zwangerschapsverlof gaande Renske Leijten. Door de benoeming van Paulus Jansen als wethouder in Utrecht werd Siderius definitief Kamerlid. In augustus 2014 besloot ze zich terug te trekken uit de gemeenteraad van Zwolle om zich op het Tweede Kamerlidmaatschap te concentreren.
Siderius hield zich in de Kamer bezig met Onderwijs en Kinderopvang. In 2014 was ze het eerste Kamerlid dat de latere toeslagenaffaire aan de orde stelde. Een motie om een onderzoek in te stellen naar gezinnen die in de problemen waren gekomen, werd echter door de verantwoordelijk minister Lodewijk Asscher ontraden en haalde geen meerderheid. Een motie in 2016 waarin verzocht werd om steun voor ouders die slachtoffer waren van een frauderend kinderopvangorganisatie uit Capelle aan den IJssel haalde eveneens geen meerderheid. Jaren later verweet ze zichzelf en haar vroegere collega's in de Kamer dat er onvoldoende zicht was op de omvang van het probleem.
In 2015 presenteerde ze een initiatiefwet om te komen tot kleinere klassen in het basisonderwijs. Bij de Tweede Kamerverkiezingen 2017 was ze niet opnieuw verkiesbaar. Tegenover de media meldde ze dat de politieke arena haar was tegengevallen. In september 2017 uitte ze kritiek op de omgangsvormen binnen de SP. Hierbij bleek dat ze kort na haar vertrek uit het parlement haar lidmaatschap van de SP had opgezegd.
In juni 2022 werd duidelijk dat ze lid is van de Partij van de Arbeid. Namens de gezamenlijke fractie van de PvdA en GroenLinks in de gemeente Hattem is ze aldaar voorgedragen en op 11 juli beëdigd als wethouder.

## Persoonlijk
Ze was tot 2020 lid van de Gereformeerde Kerken vrijgemaakt.
- Nederlandse Thesaurus van Auteursnamen: 36988938X
- Parlement.com: vj04bekexhz1
- Virtual International Authority File: 305835427
- WorldCat: E39PBJpDVgwcTyPGJDWGJVPJDq